# Eupithecia subconclusaria
Eupithecia subconclusaria là một loài bướm đêm trong họ Geometridae.